# Кротоновый альдегид
Крото́новый альдеги́д (англ. Crotonaldehyde) — органическое соединение с формулой {\displaystyle {\ce {CH3CH=CHCHO}}}. Относится к непредельным альдегидам.
Существует в виде цис- и транс- стереоизомеров. Цис-изомер неустойчив и легко переходит в транс-изомер.

## Физические и химические свойства
Кротоновый альдегид представляет собой бесцветную жидкость с резким запахом. Растворяется в этаноле, диэтиловом эфире, ацетоне, бензоле. При 5 °С в 100 г воды растворяется 19,2 г, при 20 °С — 18,1 г; образует азеотропную смесь с водой с содержанием кротонового альдегида 75,7 % и температурой кипения 84 °С.
Вызывает слезотечение (лакриматор).
Является важным интермедиатом в органическом синтезе.

## Получение и применение
Кротоновый альдегид синтезируют путём альдольной конденсации ацетальдегида:
{\displaystyle {\ce {2 CH3CHO -> CH3CH=CH-CHO + H2O}}}.
Кротоновый альдегид является важным прекурсором для синтеза многих химических веществ. Из кротонового альдегида синтезируют сорбиновую кислоту — пищевой консервант, а также триметилгидрохинон, предшественник витамина E. Другими производными альдегида являются кротоновая кислота и 3-метоксибутанол.

## Безопасность
Кротоновый альдегид является раздражающим веществом, входит в список «особо опасных веществ», указанных в Emergency Planning and Community Right-to-Know Act федерального закона США. 
ПДК в рабочей зоне — 0,5 мг/м³. Класс опасности - 2 (вещества высокоопасные) по ГОСТ 12.1.005-76.

## Нахождение в природе
Кротоновый альдегид широко распространён в природе. Содержится в некоторых продуктах питания, например, в соевом масле.